# Mesembrius pseudiflaviceps
Mesembrius pseudiflaviceps är en tvåvingeart som beskrevs av Huo, Ren och Zheng 2007. Mesembrius pseudiflaviceps ingår i släktet Mesembrius och familjen blomflugor. Inga underarter finns listade i Catalogue of Life.